# Venera (concha)

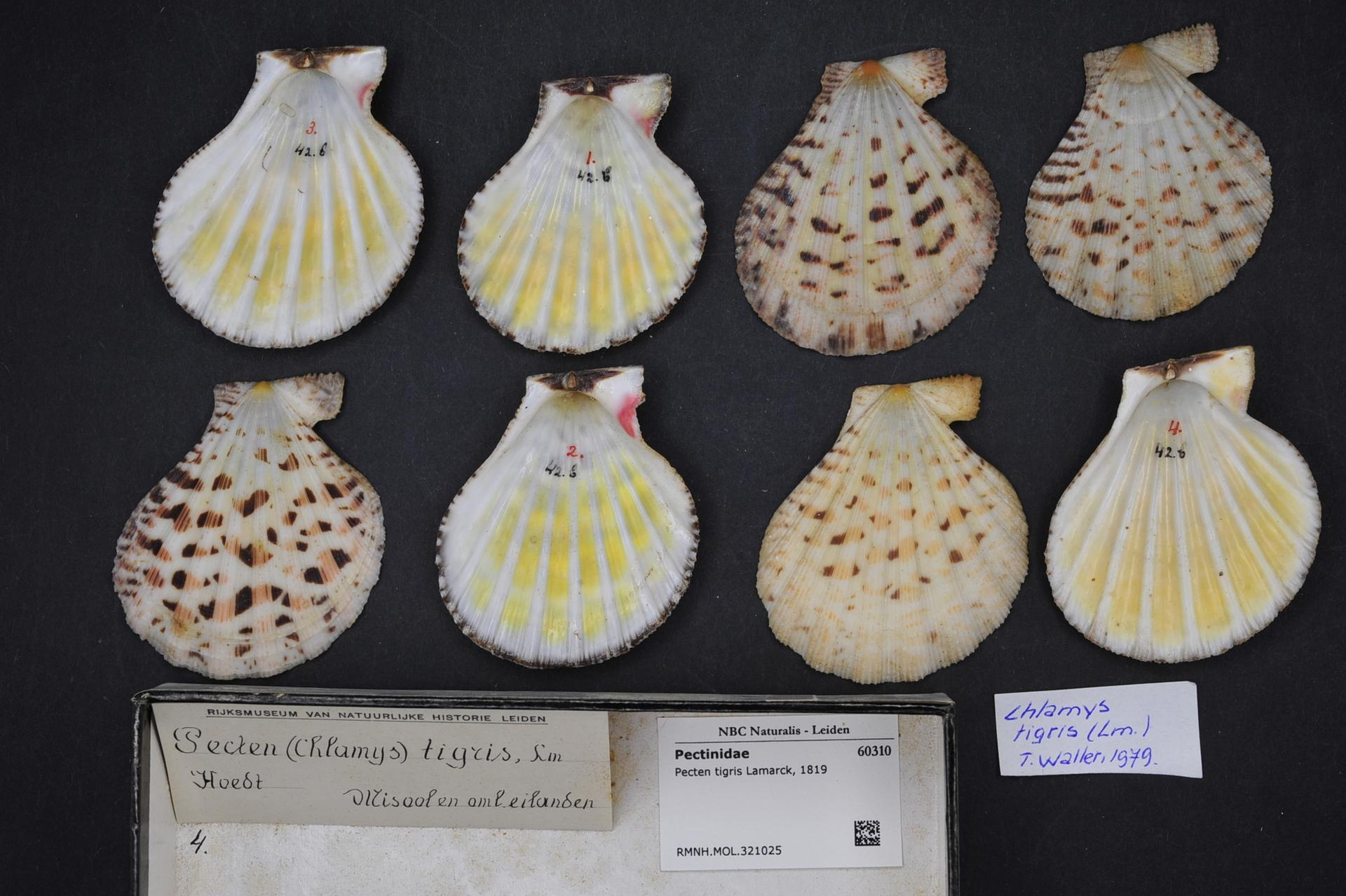
Pecten tigris Lamarck, 1819.

La venera es la concha de la vieira (Pecten jacobaeus), un molusco bivalvo de la familia de los pectínidos (Pectinidae). 
La vieira consta de dos valvas similares en tamaño, pero una mucho más abultada que la otra. Son blancas con manchas rojas y tienen catorce surcos en disposición radial.

## Camino de Santiago
La vieira es muy común en los mares que bañan Galicia. En la Edad Media, la ruta jacobea no terminaba en Santiago de Compostela sino que se prolongaba hasta Mugía y Finisterre. Allí, los peregrinos cogían una venera que llevaban de vuelta cosida en sus esclavinas como prueba de su peregrinación. Más tarde se creó un justificante en latín que se otorgaba a los peregrinos que hubieran recorrido al menos 100 km a pie. Sin embargo, la vieira ya se había convertido en distintivo del Camino de Santiago.

### Simbología
Actualmente, la venera sigue constituyendo un símbolo del Camino y un icono identificativo del mismo. Una venera muy esquematizada cuyos radios simbolizan una estrella o los caminos que conducen a Santiago es actualmente el logotipo de la ruta. 

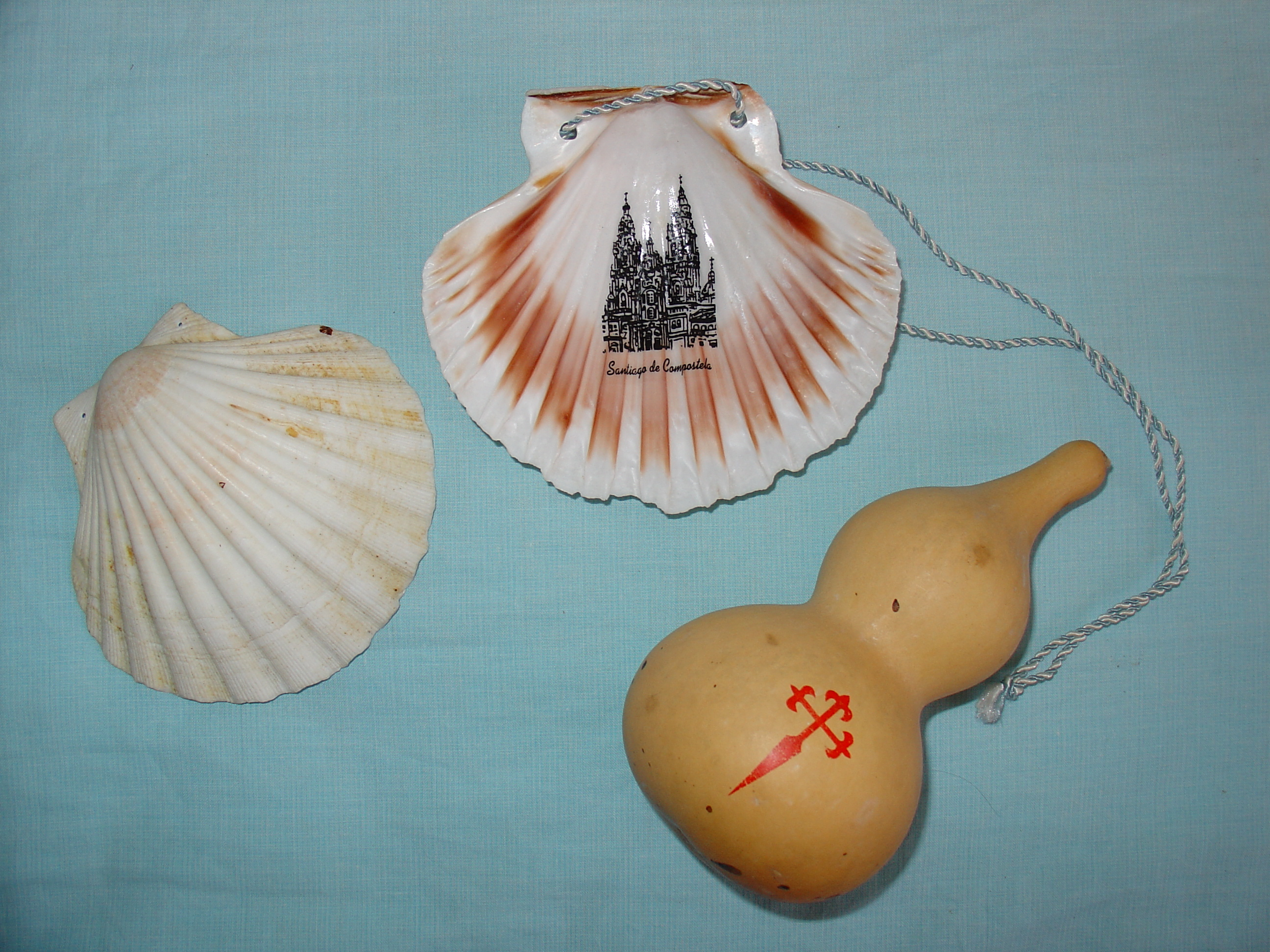
Veneras y calabaza, como recuerdo del Camino de Santiago.
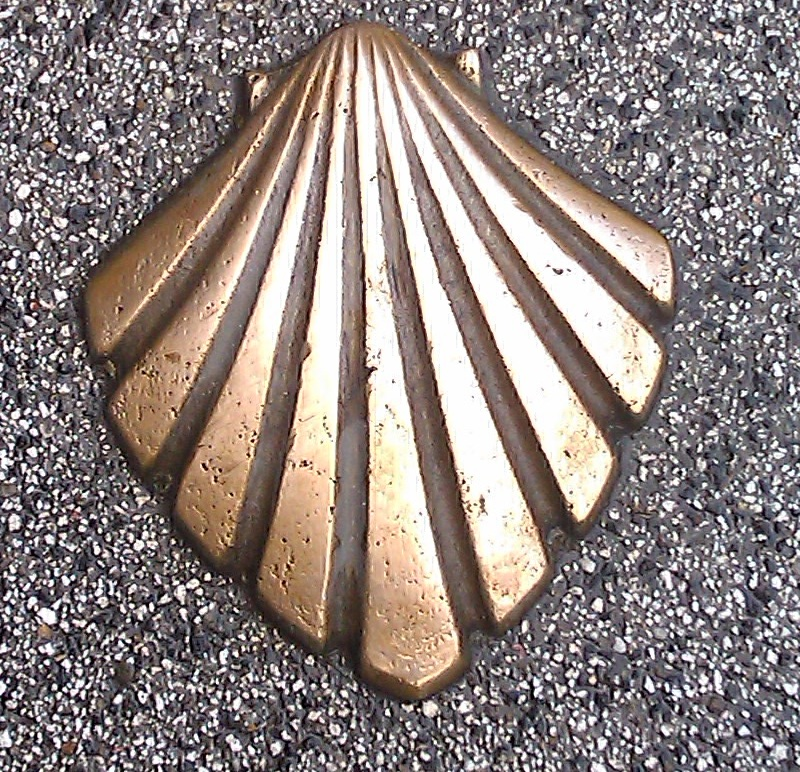
Venera, símbolo del Camino, cerca de Tournai.
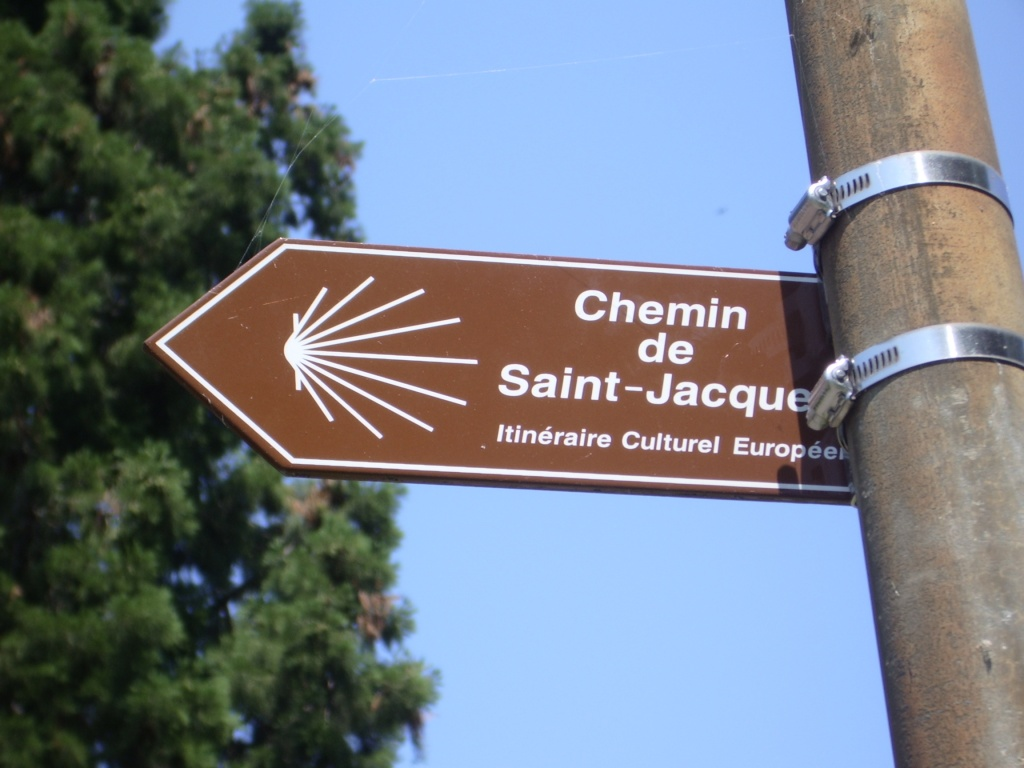
Señal del Camino de Santiago en el bosque de Sauvabelin en Lausana (Suiza). La línea inferior dice: "Itinerario Cultural Europeo " (en francés).

- Datos: Q7360490
- Multimedia: Pectinidae / Q7360490